# Boldís Sobirà
Boldís Sobirà, de Munt o de Dalt, és un poble del terme municipal de Lladorre, a la comarca del Pallars Sobirà. És a llevant de Boldís Jussà, en el centre de la vall del Riu de Sant Miquel, afluent per l'esquerra del Riu de Lladorre just a migdia de la població cap de municipi. És a la dreta del riu esmentat, i a la dreta del seu afluent per la dreta, el Riu de la Valle. És al peu d'un dels antics camins ramaders que unien la Vall de Cardós amb la Vall Ferrera. Poble petit bastit a l'entorn de l'església parroquial de Sant Fruitós o sant Fructuós. La festa major és el quart diumenge de setembre.
Segons Joan Coromines, Boldís és un mot de clar origen iberobasc. Apunta la possibilitat d'un bos-lis, que donaria la forma antiga documentada de Boldís, Buslís, però no arriba a una conclusió clara després de considerar nombroses possibilitats. No dona, a més el significat de les arrels components del topònim. La segona part del topònim, com en altres casos de la mateixa comarca, indica que és el poble superior, en alçària.

## Geografia
En el fogatge del 1553, Boldis (Boldís Jussà i Boldís Sobirà, conjuntament), declaren 1 foc eclesiàstic i 5 de laics, uns 40 habitants.
Pascual Madoz dedica un article del seu Diccionario geográfico... a Boldís de Munt o de Dal (sic). Hi diu que és una localitat que forma ajuntament amb Boldís de Baix, situada a la part alta d'una muntanya envoltada per tot arreu d'altres muntanyes molt altes. El clima hi és fred, i les malalties que s'hi pateixen són habitualment refredats i reumes. Tenia en aquell moment 8 cases i l'església de Sant Miquel, que depèn del rector de Boldís Jussà. El territori és muntanyós i pedregós, de mala qualitat, amb muntanyes a l'entorn, però despoblades d'arbres. S'hi produïa sègol, ordi, patates, hortalisses i una mica de fruites, herba i pastures. S'hi criava vacum i ovelles. Hi havia caça de perdius blanques i vermelles, conills, llebres i isards. Els habitants eren comptabilitzats conjuntament amb Boldís Jussà: 26 veïns (caps de casa) i 154 ànimes (habitants).

### El poble de Boldís Sobirà
Instal·lat en un coster, Boldís Sobirà està format per una catorzena de cases, disposades en un carrer únic al costat de llevant, que arriba a una placeta i a partir d'ella, cap a ponent, es desdobla. L'església de Sant Miquel és al centre del poble, davant per davant de la mica de placeta que fa.
Les cases del poble
- Casa Castell
- Casa Caixutxa (en runes)
- Casa Gaspa
- Casa Janticó (en runes)
- Casa Marieta
- Casa Nicolau
- Casa Pere Xic
- Casa Sabet
- Casa Janpau
- Casa Ticó
- Casa Visa (en runes)
- Casa La Font
- Casa La Plaça
- Casa Queralt